# Valchiusella
La Valchiusella o Val Chiusella (Val Ciusèila in piemontese, Val Chauselle in francese) è un territorio lungo circa 25 chilometri, con una superficie di 143 km², situato in città metropolitana di Torino, e più precisamente nel Canavese, che, come per moltissime valli, prende il nome dal torrente che la attraversa (la Chiusella).

## Il territorio

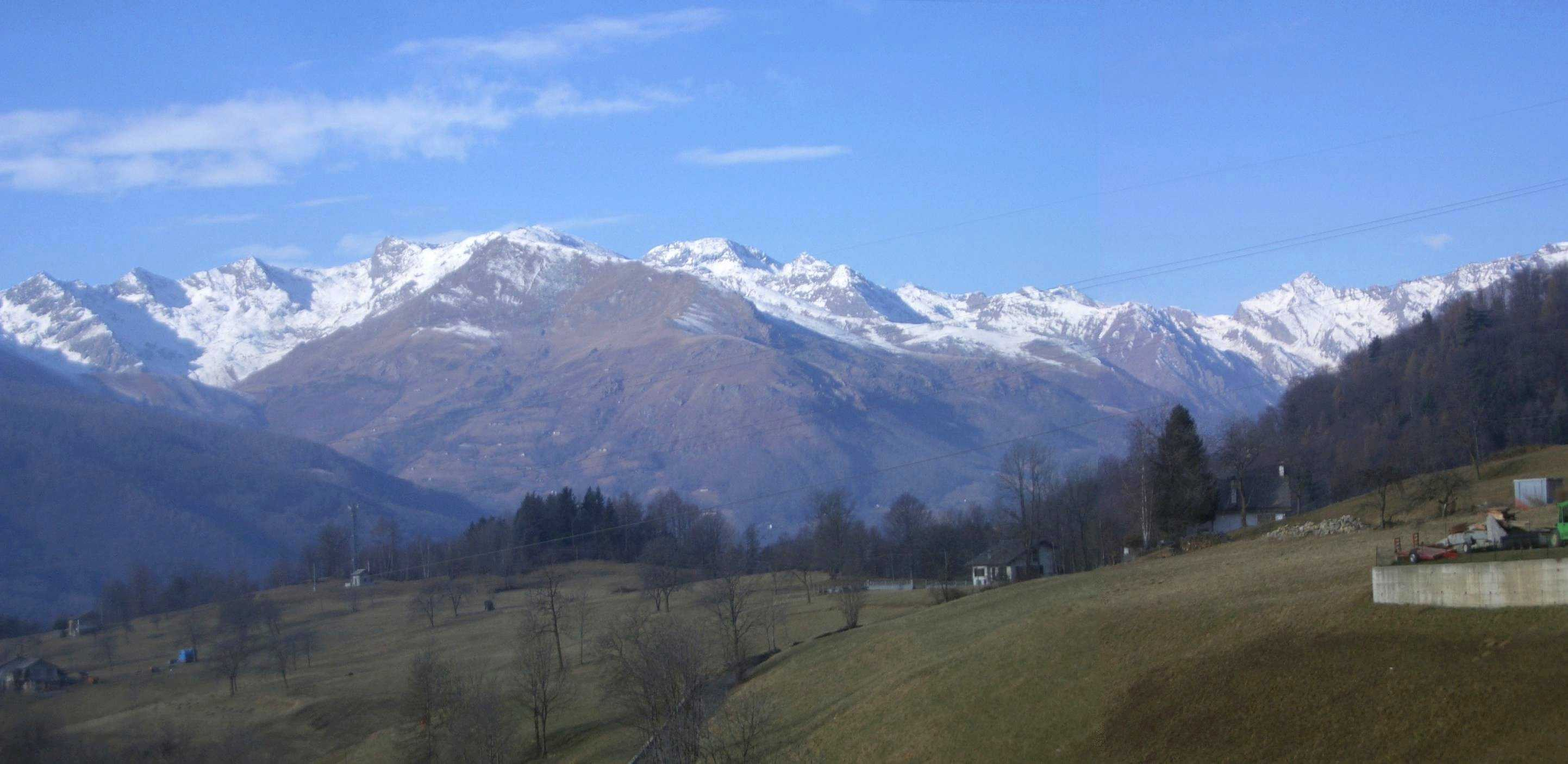
Veduta della catena di monti da Brosso

La Valchiusella inizia tra i boschi ed i prati delle colline sopra Ivrea, arriva – in un paesaggio sempre aperto e tra dolci pendenze – sino a Traversella e di qui si incunea nella tipica forma a V, verso le Alpi Graie, fra la bassa Valle d'Aosta a nord-est e la Valle dell'Orco e Val Soana a sud-ovest.

La bassa valle è caratterizzata da rilievi collinari coperti da fitti boschi e sui quali si trovano numerosi paesi, molti dei quali sono comuni autonomi. Parte di quest'area appartiene geologicamente all'Anfiteatro morenico d'Ivrea e ospita alcuni laghi: mentre quelli di Alice e di Meugliano sono di origine naturale, il Lago Gurzia è un bacino idroelettrico ottenuto con lo sbarramento artificiale della Chiusella.

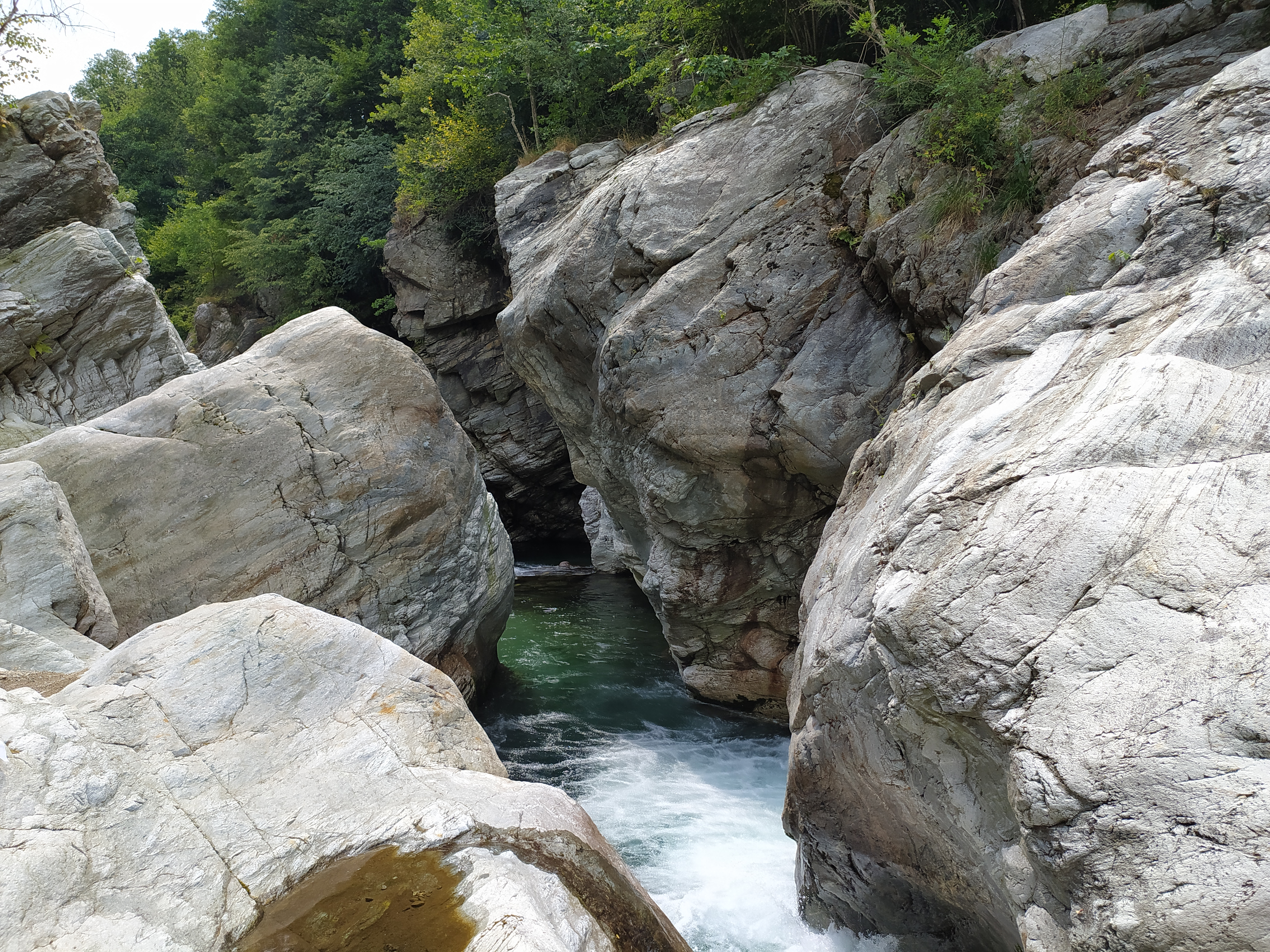
La Guja del Garavot

Nella sua parte più alta, la Valchiusella è delimitata da una catena di monti le cui vette più importanti arrivano ai 2820 metri del Monfandì ed ai 2756 metri del Monte Marzo (dalle cui pendici la Chiusella inizia il suo corso, per sfociare nella Dora Baltea nei pressi di Strambino).

L'alta Valchiusella, che – in un paesaggio decisamente alpino - arriva ai monti sopra citati, presenta i lineamenti tipici di una valle formatasi dopo l'ultima glaciazione (glaciazione di Würm). Dopo la ritirata del grande ghiacciaio della Dora Baltea, la morfologia del territorio si presenta con una serie di circhi e di ripiani, occupati talvolta da piccoli laghi.

I "Laghi della Furce" (2165 metri), il "Lago Liamau" (2337 metri), i "Laghetti della Buffa" (2176 metri) costituiscono mete di impegnative camminate escursionistiche, che si svolgono su sentieri ormai poco battuti ed a volte difficili da trovare (ma che ancora ad inizio del XX secolo portavano ai colli di accesso alle valli confinanti).

A circa 30 km dalla sorgente della Chiusella poi, un interessante teatro naturale, che si snoda tra i selvaggi boschi tra Meugliano e Alice Superiore, sono sicuramente le Guje di Garavot (in piemontese Goja/Guja vuol dire gola, mentre Garavot è il soprannome dialettale del diavolo. La tradizione vuole che il diavolo, appunto, qui trovasse riparo, in mezzo ad una forra torrentizia naturale, che determinò altresì la formazione di due laghetti di acqua cristallina

### Monti
I monti principali che contornano la valle sono:
- Monfandì - 2.820 m
- Monte Giavino - 2.766 m
- Monte Marzo - 2.756 m
- Punta Liamau - 2.734 m
- Punta Mariasco - 2.412 m

## Comunità montana

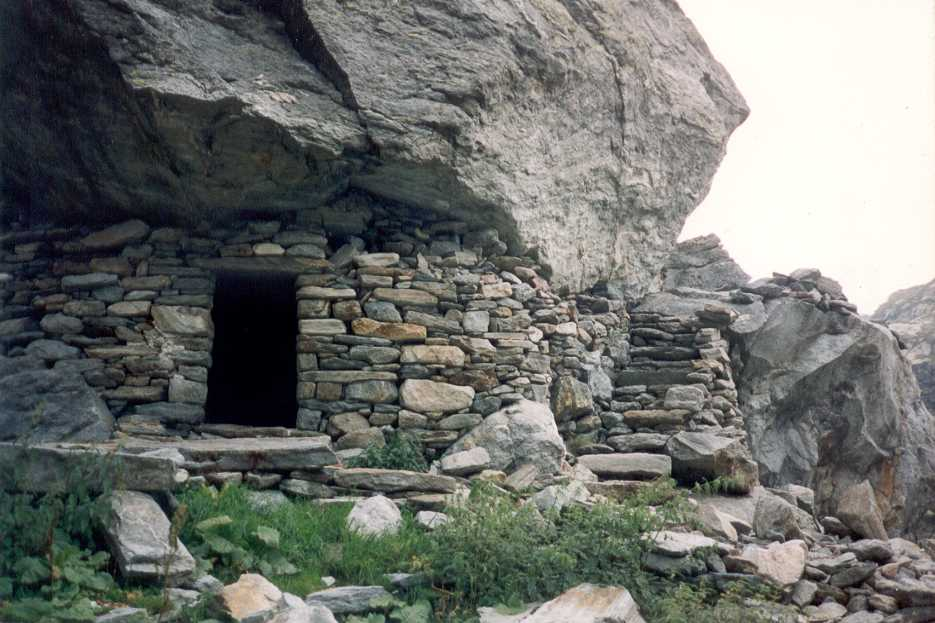
Antiche baite in alta Valchiusella

Il territorio della valle, dal punto di vista amministrativo, faceva capo alla Comunità Montana Val Chiusella nata nel 1972 con finalità di tutela del territorio e di promozione socio-economica della valle.

La Comunità Montana comprendeva i Comuni di Alice Superiore, Brosso, Issiglio, Lugnacco, Meugliano, Pecco, Rueglio, Trausella, Traversella, Vico Canavese, Vidracco, Vistrorio.

## Economia
Sino alla seconda guerra mondiale le risorse economiche della valle erano in gran parte legate alle tradizionali attività dell'agricoltura e della pastorizia. Ad esse si aggiungeva l'attività di estrazione del ferro nel comprensorio minerario di Traversella ed in quello di Brosso, attività di lunga tradizione storica che alcuni studiosi fanno risalire all'epoca romana. Lo sfruttamento di tali giacimenti minerari, non essendo più economicamente vantaggioso, è stato progressivamente abbandonato (la chiusura definitiva delle miniere di Traversella è del 1971). Le miniere ed infrastrutture rimangono come memoria storica e come meta per gli appassionati di collezioni mineralogiche.

L'industria estrattiva è oggi limitata a cave di diorite (cave di Vico Canavese).
Nel dopoguerra la Valchiusella ha beneficiato dello sviluppo industriale della vicina Ivrea. La politica seguita dalla società Olivetti tesa a facilitare il pendolarismo giornaliero dei propri dipendenti, la dislocazione sul territorio di piccoli stabilimenti produttivi (lo stabilimento di Vidracco) e di strutture di ricerca (la RTM spa, nata nel 1965 per iniziativa di Olivetti, Fiat e Finmeccanica ed oggi specializzata nella tecnologia laser) unitamente ai precoci sforzi di pianificazione territoriale sono, in parte, riusciti a prevenire lo spopolamento tipico di tanti territori montani ed a garantire un buon radicamento del part time farming.
Il turismo ha mantenuto le caratteristiche (già presenti nell'anteguerra) di soggiorno estivo a carattere familiare, ma ha registrato anche un significativo incremento in passato legato agli sport invernali (impianti di discesa dei Palit, sopra Fondo ormai dismessi da anni), all'alpinismo (palestra di roccia del 
C.A.I. sopra Traversella) ed all'escursionismo; oltre naturalmente alle attrattive gastronomiche e alle manifestazioni legate alla tradizione popolare.

Il carattere non tumultuoso avuto dallo sviluppo turistico e dalla costruzione di seconde case ha evitato significativi fenomeni di speculazione edilizia ed ha pertanto consentito la salvaguardia del carattere architettonico tipico dei paesi della valle.

## Storia
La storia della Valchiusella è strettamente legata alle vicende di Ivrea e del Canavese.
Notizie storiche di tipo indiziario sulla valle e sulle tribù celtiche - i Salassi - che l'abitavano risalgono alla conquista romana dei territori cisalpini ed al conseguente controllo della via delle Gallie (avvenuta definitivamente con Terenzio Varrone nel 25 a.C.).
Poco si conosce sulla situazione della Valchiusella nell'alto medioevo, tranne che essa (come tutto il Canavese) passò nel 745 sotto il dominio dei Franchi.
Nei secoli successivi (IX e X secolo) la valle fu sotto la giurisdizione della chiesa di Vercelli e poi di un monastero di Pavia.

Passata per qualche tempo in possesso di Arduino, Marchese di Ivrea, nel 1015 - anno della sua morte – l'imperatore tedesco Ottone III la riconsegnò al Vescovo di Vercelli.
Sotto il dominio dei conti di San Martino (uno dei quali si insediò a Brosso, in un castello di cui ancora oggi si possono vedere i ruderi. ) la Valle conobbe nel XIV secolo una sanguinosa rivolta della classe contadina e delle organizzazioni di mestiere contro i feudatari, rivolta nota con il nome di "Tuchinaggio" (termine che si fa derivare dalla espressione dialettale "tüc'-ün", tutti uniti).
A partire dal basso medioevo (sono stati rinvenuti forni di quel periodo) l'estrazione di minerali e la conseguente filiera del ferro in Valchiusella costituì una risorsa economica di rilievo non marginale. Sappiamo della stipula di una convenzione avvenuta nel 1448 tra il comune di Brosso ed il Conte Amedeo di Savoia riguardante lo sfruttamento delle miniere.
Passata sotto il dominio dei Savoia, le vicende della valle, più che da fatti di rilievo storico, furono segnate da cruenti liti fra alcuni suoi comuni (l'eco delle quali si poteva ancora registrare fino a non molti anni addietro).
Occupata alla fine del XVIII secolo dalle truppe francesi, conobbe nel 1800 la sollevazione popolare contro le milizie occupanti ("Rivolta degli Zoccoli").

Significativa fu la partecipazioni di esponenti della borghesia locale ai moti carbonari del 1821.
Il resto – vale a dire il contributo di sangue dato dai giovani valligiani alle due guerre mondiali ed alla lotta partigiana – è storia recente.

## La preistoria

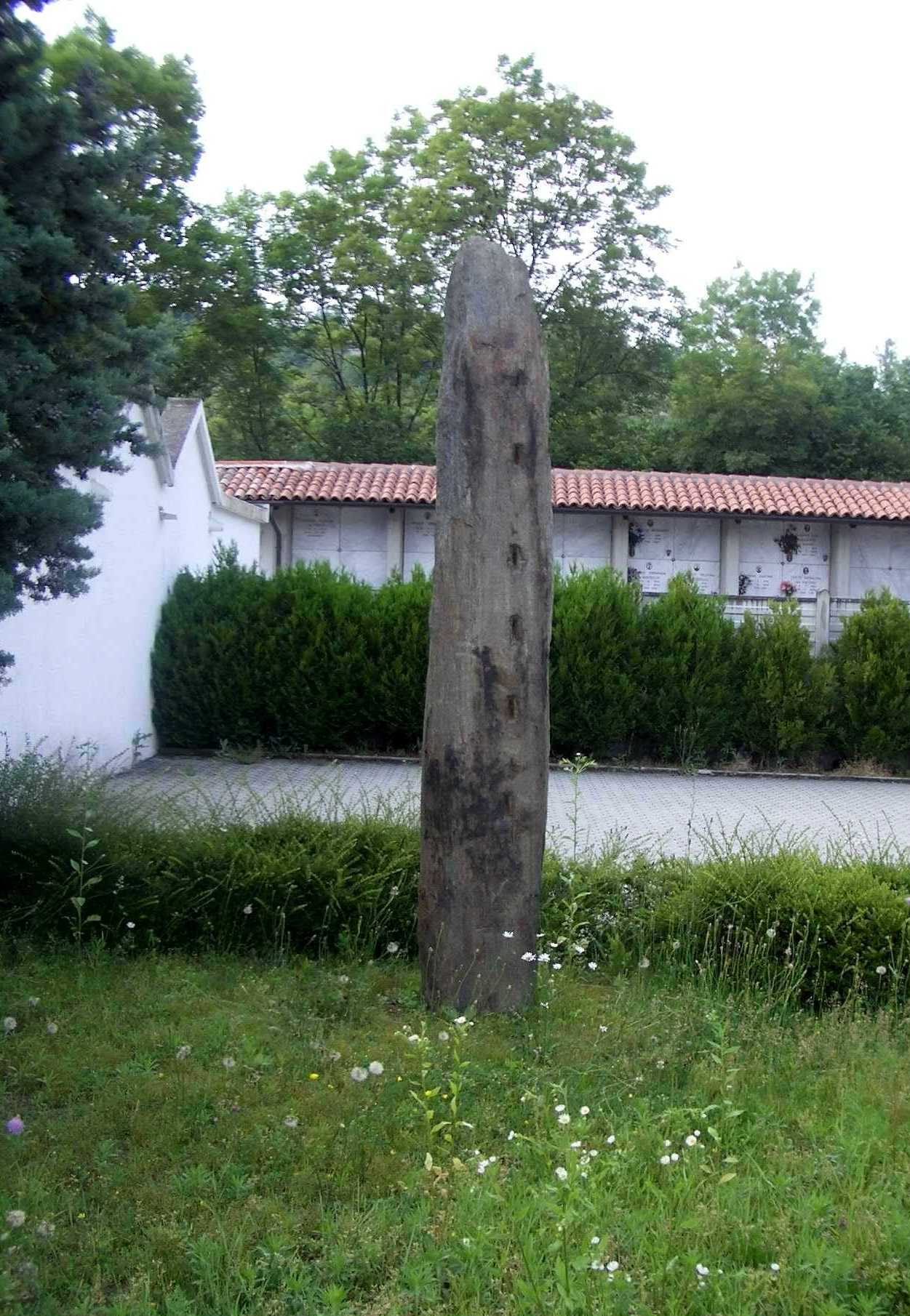
Il menhir di Lugnacco

La esplorazione sistematica del periodo che, dopo l'ultima glaciazione, vide la comparsa dei primi insediamenti abitativi in Valchiusella (circa 8000 anni fa) sino alla conquista da parte dei Romani è impresa ancora in larga misura da compiere.
Si deve alla iniziativa del Gruppo Archeologico Canavesano l'esplorazione sistematica dei reperti sinora conosciuti:
- Il villaggio palafitticolo della torbiera di Álice: probabili resti di un insediamento abitativo su palafitte nella zona lacustre di Álice Superiore, risalente verosimilmente all'età del bronzo (intorno al 1500 a.C.)
- Il menhir di Lugnacco: monumento megalitico risalente ad un periodo incerto tra neolitico (4000 a.C.) ed età del bronzo (vedasi la voce Lugnacco)
- L'arte rupestre della "Pera dij cros" e del "Sentiero delle Anime" : rocce poste in siti suggestivi incise con molteplici graffiti di forma antropomorfa, simili a quelli che sono stati rinvenuti in altre vallate alpine e risalenti anch'esse ad un periodo tra il neolitico ed età del bronzo
- I Muri salassi: presunti resti di fortificazioni antiche, poste lungo il sentiero che porta al Colle dei Corni e da qui nella valle di Champorcher (Valle d'Aosta) che alcuni studiosi congetturano essere stati innalzate durante le guerre tra Salassi e Romani.

## Tradizioni e cultura di massa
La vena neoromantica che porta alla ricerca delle radici culturali tradizionali ha, negli ultimi decenni, dato vigore ad una serie di associazioni e di eventi non privi di richiamo turistico.

Va innanzi tutto ricordata la tradizionale passione musicale, sia suonata che cantata, presente in quasi tutti i paesi della valle. Numerose sono le bande che incarnano la tradizione dei gruppi di strumenti a fiato.

Iniziative di recupero dei canti tradizionali hanno avuto luogo a Brosso ed a Rueglio (ove diffusa era l'usanza delle serenate scherzose e finanche licenziose rivolte alle ragazze da maritare, usanza detta "Canté le Martine")

A Vico la "Corale Polifonica Valchiusella" ha saputo mettere in valore la passione musicale popolare dando luogo ad un gruppo che si è affermato, anche a livello europeo, con un importante repertorio di musica classica.

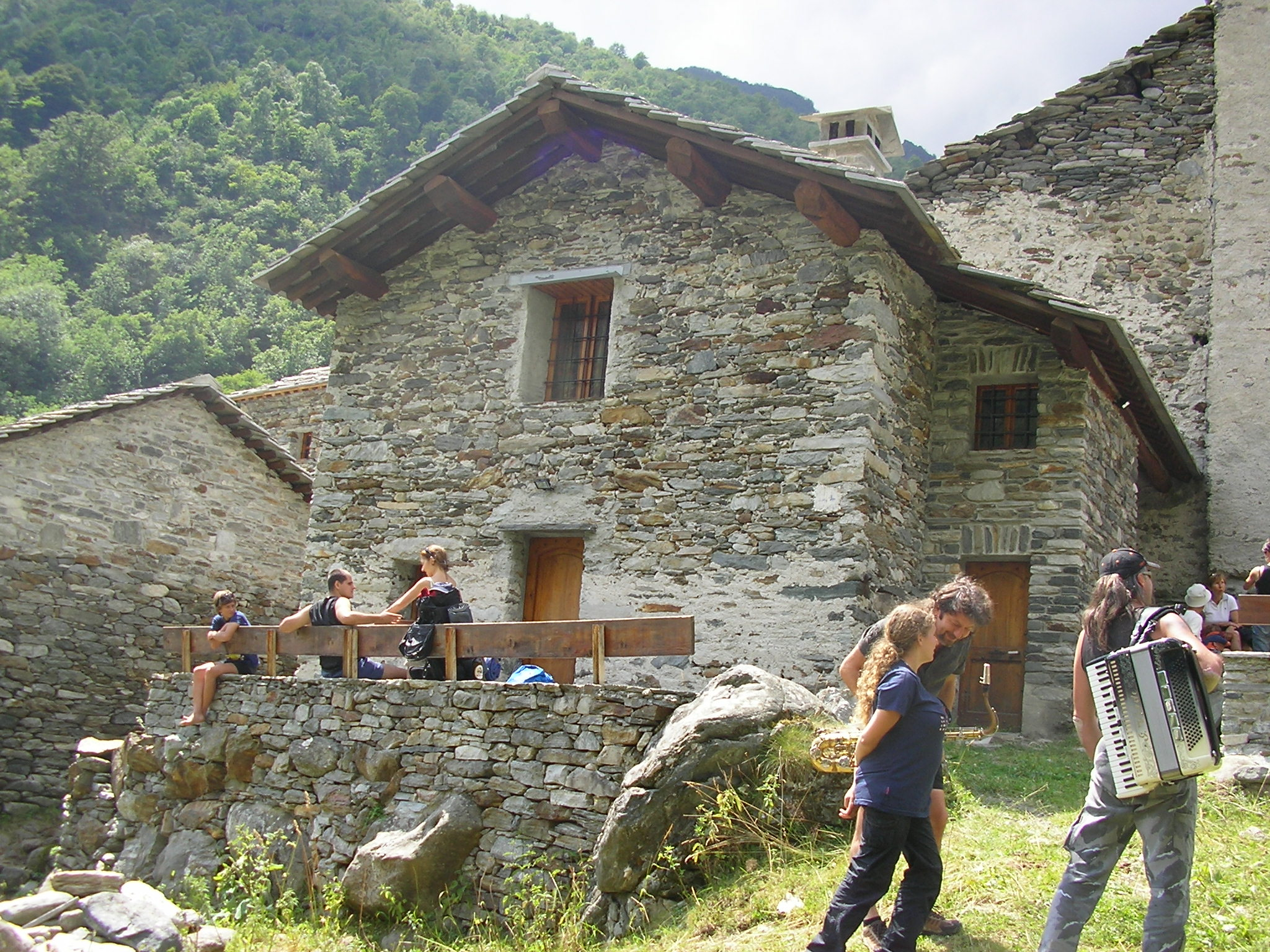
Festa nella Frazione Tallorno

Sotto il profilo della produzione letteraria, sono stati prodotti testi in cui si recuperano le storie e le leggende narrate una volta nelle stalle ed i ricordi della gente e dei mestieri "di un tempo". Ricerche di antropologia folklorica hanno indagato in maniera più profonda miti e credenze che ancora fanno parte della memoria popolare (citiamo qui solamente l'esempio dell'urcièt, l'uomo selvatico).

Sulla conservazione della memoria storica del lavoro in miniera si incentra un progetto ecomuseale della Regione Piemonte comprendente il "Centro Minerario di Traversella".
Le sagre e le feste di paese hanno portato a riproporre i piatti tradizionali della cucina locale, una cucina povera incentrata sull'utilizzo di quanto la valle sa offrire (mais, tome, castagne, funghi, ecc).

La riscoperta (o l'invenzione) di piatti a base di erbe selvatiche che si raccolgono in primavera, ha portato in Valchiusella ad una iniziativa di grande successo ("El Sabat d'le Erbe") consistente in passeggiate didattiche di riconoscimento delle piante commestibili, seguite da una cena presso i ristoranti del luogo basata appunto su piatti che utilizzano le erbe selvatiche della valle.